# Тарба, Даур Нуриевич
Даур Нуриевич Тарба (абх. Даур Нури-иҧа Ҭарба; род. 2 июня 1959, с. Моква, Очамчирский район) — бывший член Правительства; с 2010 по 2011 годы — вице-премьер правительства Республики Абхазия, министр сельского хозяйства Республики Абхазия (2016—2018); лидер республиканской политической партии «Единая Абхазия».

## Биография
Родился 2 июня 1959 года в селе Моква Очамчырского района.
В 1977 году окончил среднюю школу в с. Моква и с 1978 по 1980 годы проходил действительную военную службу в рядах Советской Армии.
С 1981 по 1986 года обучался на юридическом факультете Абхазского государственного университета, после окончания которого с 1986 по 1989 годы работал в комсомольских и партийных органах.
С 1989 по 1991 годы обучался в Нижегородском социально-политическом институте, а по его окончании с 1991 по 1996 года избран депутатом Верховного Совета Абхазии 12 созыва.
С 1996 по 1997 годы — генеральный директор государственной компании «Абхазхлеб».
С 1997 по 2002 годы — заместитель председателя правления коммерческого банка «Универсал-банк».
С 2002 по 2005 годы — депутат Народного Собрания Парламента Абхазии.
С 2005 по 4 апреля 2007 года трудился в должности председателя Государственного комитета по управлению государственным имуществом и приватизации Республики Абхазия.
С 4 апреля 2007 по 2009 годы — глава администрации Очамчырского района.

## Политическая карьера
24 февраля 2010 года назначен вице-премьером Республики Абхазия. На этой должности курировал вопросы развития абхазского языка, науки, экономики, курорта и туризма, транспорта, связи, экологии, репатриации, работу местных органов государственного управления по упомянутым вопросам. Он также координировал работу Минэкономики, Госкомитета по репатриации; Фонда репатриации Республики Абхазии, Госкомитета по курортам и туризму, Госкомитета по управлению государственным имуществом и приватизации, Госкомитета по экологии и природопользованию, Дорожного фонда, Государственного экологического фонда и Государственного фонда развития абхазского языка.
25 февраля 2011 года написал прошение об отставке с поста вице-премьера. 4 марта отставка была принята президентом республики.
С 2009 по 2010 годы возглавлял республиканскую политическую партию «Единая Абхазия».
После кончины Сергея Багапша, рассматривался как один из кандидатов на пост президента Абхазии.

## Семья
Женат. Имеет троих сыновей.